# Звёзды шеста
Звёзды Шеста — легкоатлетический турнир по прыжкам с шестом, проводимый в Донецке.

## История
Турнир «Звезды шеста» начал свою историю в 1990 году. В 1997 году соревнования сильнейших шестовиков мира были включены в официальный спортивный календарь ИААФ. Турнир приобрел огромную популярность и известность во всем мире. За эти годы зал донецкого дворца спорта «Дружба» видел практически всех сильнейших шестовиков мира. На соревнованиях были установлены 11 мировых рекордов и десятки национальных. С 2004 года проходят соревнования и среди женщин. За годы проведения турнира в нём приняли участие 130 атлетов из 30 стран мира.
Трижды город Донецк становился свидетелем установления мировых рекордов среды мужчин и пятикратно — среди женщин. Один из них — 6.15, установленный прославленным Сергеем Бубкой в 1993 году, на данный момент побитый Рено Лавиллени (6,16 м) 15 февраля 2014 года на этом же турнире. У женщин 2009 год ознаменовался новым, двенадцатым, мировым рекордом Елены Исинбаевой — 5,00 м.
Рекорды Сергея Бубки: 6,05 м (1990), 6,11 м (1991), 6,15 м (1993).
Рекорды Елены Исинбаевой: 4,81 м (2004), 4,83 м (2004), 4,87 м (2005), 4,91 м (2006), 4,93 м (2007), 4,95 м (2008), 4,97 м (2009), 5 м (2009).